# Palamuse (commune)
Palamuse (en estonien: Palamuse vald, jusqu'en 1920: paroisse de Sankt-Bartholomäi) est une commune rurale estonienne de la région de Jõgeva. Sa population est de 2 267 habitants(01.01.2012). Elle s'étend sur 216 km2.

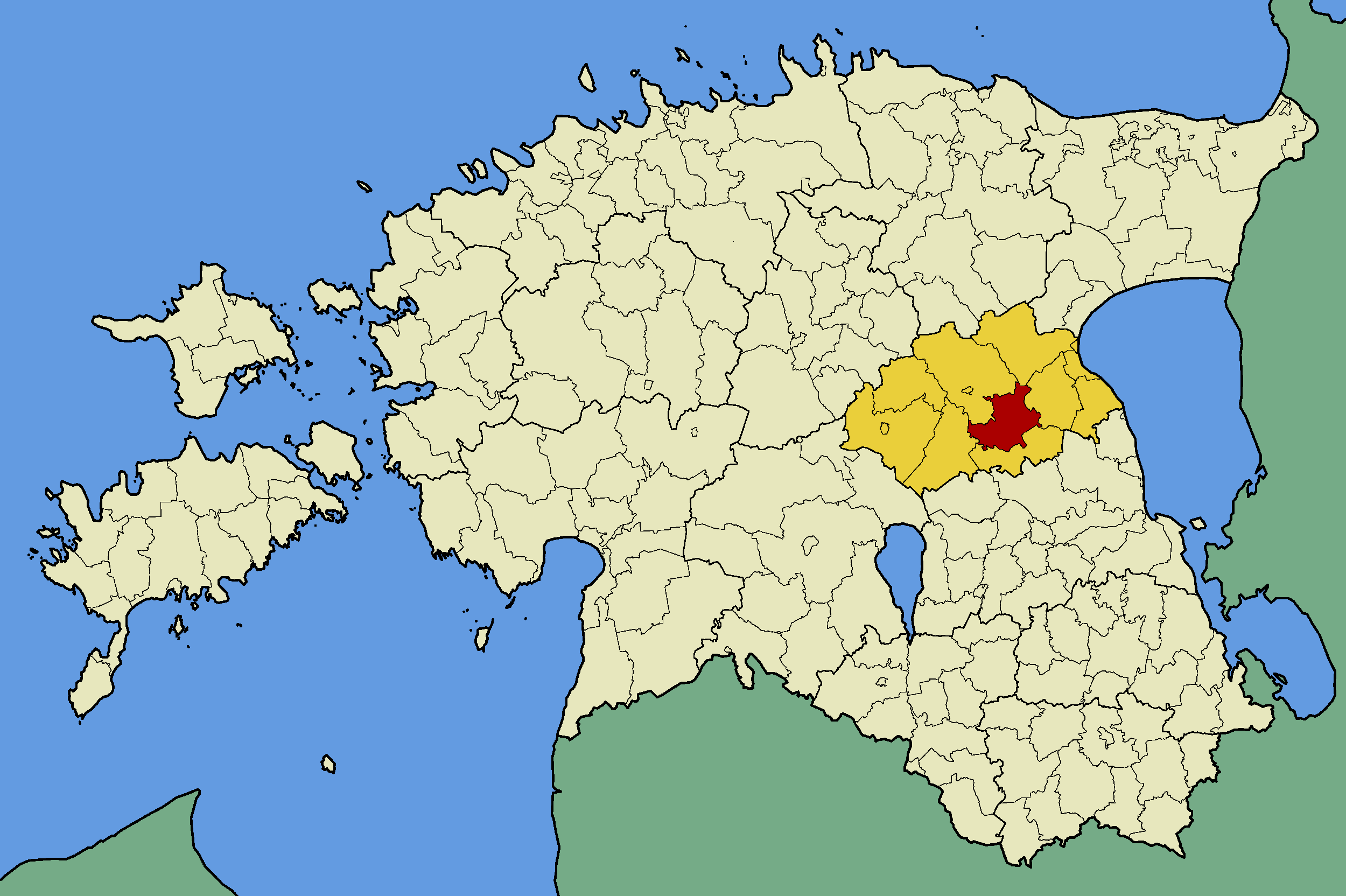
Commune de Palamuse (rouge)
dans le Jõgevamaa (jaune).

## Municipalité
La commune, outre Palamuse, comprend les villages et hameaux suivants: Eerikvere, Ehavere, Imukvere, Järvepera, Kaarepere, Kassivere, Kivimäe, Kudina (autrefois Kudding), Luua (autrefois Ludenhof), Mullavere, Nava, Pikkjärve, Praaklima, Raadivere, Rahivere (autrefois Rahhifer), Ronivere, Sudiste, Süvalepa, Toovere, Vaidavere, Vanavälja, Varbevere, Visusti et Änkküla.